# Gustav Oberleithner
Gustav Oberleithner (8. dubna 1871 Šumperk – 19. května 1945 Rapotín) byl československý politik německé národnosti a meziválečný senátor Národního shromáždění ČSR za Německou nacionální stranu.

## Biografie
Vystudoval obor chemie a zdědil podnik na výrobu mýdla, který proměnil na rafinerii minerálních olejů. Brzy ale podnikání opustil a působil jako komunální politik. Od roku 1900 byl členem obecního zastupitelstva v Šumperku a roku 1906 se stal náměstkem starosty. Dne 9. března 1917 mu město Šumperk udělilo čestné občanství. V období let 1918–1921 zastával úřad starosty Šumperka.
V roce 1918 se angažoval v krátkodobě existující provincii Sudetenland, kterou v rámci práva na sebeurčení vyhlásili etničtí Němci na severu Moravy, ve Slezsku a východních Čechách s cílem připojit ji k Německému Rakousku. Působil jako náměstek jejího hejtmana. Byl také předsedou šumperské německé národní rady Nationalrat a v této funkci zahájil jednání s opavskými předáky o organizaci společného správního útvaru a o vzniku dobrovolnických jednotek. Zároveň byl místopředsedou německé Národní rady pro severní Moravu.
V parlamentních volbách v roce 1920 získal senátorské křeslo v Národním shromáždění za německé nacionály. Jejich strana šla do voleb v rámci koalice Německá volební pospolitost (Deutsche Wahlgemeinschaft), v níž se sdružila s Německou národně socialistickou stranou dělnickou. Mandát obhájil v parlamentních volbách v roce 1925. V senátu zasedal do roku 1929.
Profesí byl inženýrem a starostou v Šumperku. Ve 30. letech se již ale politicky neangažoval. Bydlel v Šumperku, v domě č. 29 v Mühlfeldstrasse (nynější ulice 8. května). Zemřel roku 1945.